# Laurent Prévost
Pour les articles homonymes, voir Prévost.
Laurent Prévost, né le 8 juin 1967 à Boulogne-Billancourt, est un haut fonctionnaire français.
Il a notamment été préfet de la région Martinique entre mars 2011 et juillet 2014.

## Origines et formation
Laurent Prévost est né le 8 juin 1967 à Boulogne-Billancourt. Il est licencié en droit, ancien élève de l'Institut d'études politiques de Paris et de l'ENA (promotion Gambetta, janvier 1991 - février 1993).

## Haut fonctionnaire

### Administration préfectorale
Il est nommé directeur du cabinet du préfet du Var, puis du préfet de l'Oise, secrétaire général de la préfecture de la Lozère puis de la préfecture de Martinique entre 2002 et 2005, directeur adjoint du cabinet du secrétaire d’État chargé de l’outre-mer, directeur de cabinet du ministre des départements d'Outremer en 2008 puis préfet de la Haute-Marne en 2009 et préfet de la Martinique en 2011.

### Préfet de la Martinique

#### Nomination et entrée en fonction
Après un parcours en préfectorale et en administration centrale, il est nommé préfet d'un département d'outre-mer. Dans le cadre d'un mouvement préfectoral limité, un an environ avant l'élection présidentielle française de 2012, il est nommé en mars 2011, préfet de la Martinique et succède  à Ange Mancini.
Le journaliste du Monde, en exposant le contexte social de ce territoire pour ses prédécesseurs, résume ainsi la difficulté d'être le représentant de l'État français, en Antilles : « Un préfet dans les îles, qu'on le veuille ou non, garde un relent de gouverneur, de fonctionnaire colonial avec casque ». Dans les faits, le préfet y conserve un rôle particulier. Et Laurent Prévost est confronté dès son arrivée à des conflits sociaux.
Le préfet prend connaissance de ses interlocuteurs politiques, et, compte tenu des échéances politiques à venir (présidentielle et législatives) commence à agir sur des thèmes classiques et consensuels, de lutte contre la fraude (prestations sociales indûment perçues, fausses déclarations d'impôts, travail illégal, arnaques aux allocations chômages),, sur lequel il reviendra régulièrement, de protection des populations en cas d'alertes cycloniques et de tempêtes,, et de santé publique.
Dans le cadre des campagnes électorales, Laurent Prévost prépare particulièrement fin 2011 et début 2012 la venue sur les îles de personnalités politiques françaises de premier plan. Même s'il s'agit a priori de tâches de maintien de l'ordre relativement classiques, la pression médiatique est grande et les préfets en poste en 2011 gardent en mémoire la visite chahutée de Nicolas Sarkozy dans la Manche, le 12 janvier 2009 et ses conséquences pour le préfet de ce département. Nicolas Sarkozy  s'est déjà rendu plusieurs fois en Martinique durant son mandat présidentiel, en 2008, en 2009 et en janvier 2011, déplacements sous la houlette du prédécesseur de Laurent Prévost. Il n'y revient pas. Par contre, d'autres candidats marquent aussi leur intérêt pour les Antilles. Notamment, le candidat socialiste François Hollande fait un passage en janvier 2012 et le candidat du Modem François Bayrou en mars 2012. Mais le déplacement paradoxalement le plus délicat pour le préfet est celui de son ministre de l'Intérieur et de l'Outre-mer, Claude Guéant, en février 2012, moins d'une semaine après une polémique l'ayant opposé au député martiniquais  et président de la Région Serge Letchimy à l'Assemblée nationale. Une cinquantaine d'indépendantistes manifestent leur désapprobation sur ce passage de Claude Guéant à la sortie de l'aéroport Aimé Césaire de Fort-de-France, en huant le cortège ministériel. Les élus de gauche boycottent cette venue, à l'encontre de toute « tradition républicaine ». Mais le préfet et le ministre jouent la prudence sur le choix des lieux : le ministre se rend tout d'abord au commissariat principal de Fort-de-France puis à la préfecture toute proche. En fin de soirée, il embarque durant une heure à bord d'un véhicule de la brigade anti-criminalité, descendant à deux reprises de son véhicule pour saluer des policiers. Seule audace, en milieu de soirée, le ministre improvise  une séquence d'échanges avec des martiniquais à proximité de la place de la Savane. Quelques mois plus tard, les élections présidentielle et législatives du deuxième trimestre 2012 sont en Martinique un succès pour la gauche et les indépendantistes.

#### Actions dans le domaine économique, social et environnemental
L'emploi sur l'île reste une vraie préoccupation, avec 60 % des moins de 25 ans au chômage. Une des questions fondamentales qui se posent aux élus et au préfet est la politique de développement économique de la Martinique. Elle est en partie à reconstruire. La politique traditionnelle de la France, l'exportation massive de produits agricoles (sucre et banane en particulier), est remise en cause par la fin de politiques protectionnistes (imposée par l'OMC), et ceci est renforcée par l'impact sur la qualité environnementale des pesticides utilisées pour ces cultures (chlordécone notamment). De nouveaux axes sont à mettre en valeur, en prenant en compte la concurrence des états voisins dotés souvent d'atouts naturels similaires. Le tourisme, mis en avant depuis quelques décennies, est sans doute un de ces axes mais ne peut être le seul,. Dans ce cadre, le préfet a un rôle particulièrement important pour déterminer avec les élus les projets les plus pertinents et pour orienter l'action de l'État. Il est également l'autorité de gestion chargée de la bonne utilisation des fonds européens de développement.
Avec l'arrivée au pouvoir du Parti socialiste en France en mai et juin 2012, Laurent Prévost, non concerné par la valse des préfets, reprend un travail sur les sujets économiques et sociaux pour lesquels l'attente est forte. Il met au point avec le conseil général  « une convention d'un montant de 1,5 million d'euros pour un projet qui vise à (re)dynamiser le Nord-Caraïbe ». Il fait le point avec les collectivités locales sur les plans d'action en cours, schémas de cohérence territoriale, programmes locaux sur l'habitat et autres projets,. Il signe une convention-cadre, entre l'État, le conseil régional et le conseil général qui prévoit 1 500 emplois d'avenir en Martinique, utilisant ce nouveau dispositif d'aide à l'emploi du gouvernement de Jean-Marc Ayrault. Il prend des dispositions sanitaires à la suite des impacts des pollutions dus aux pesticides,. Il lance également de nouveaux programmes dans le domaine du logement.
De façon plus structurelle, il constitue et anime une commission tripartite sur le passage de la Martinique à un statut de collectivité unique, catégorie de collectivité territoriale française créée dans le cadre de la réforme des collectivités territoriales votée en 2008 et avalisée pour ce territoire des Antilles en 2011. Cette commission, qu'il anime, réunit des représentants du conseil régional, dont le président Serge Letchimy, des représentants du conseil général, dont sa présidente Josette Manin, et quelques représentants de l'État autres que lui (le recteur, et, dans ses services, le directeur régional des finances publiques ainsi que le directeur de l'environnement, de l'aménagement et du logement).
Il esquive cependant les questions relatives à la situation des Haïtiens sans-papiers vivant dans sa juridiction. Et, sur le développement durable, toujours, il ne réussit pas à instaurer un dialogue fluide avec certaines associations telles que l’association pour la sauvegarde du patrimoine martiniquais (Assaupamar) qui interpelle l'État et les élus, notamment sur la gestion de l'eau, sur la composition du comité de Bassin, créé par la loi sur l'eau du 3 janvier 1992 ou sur les contrôles et dérogations sur les épandages. Et des décisions de la préfecture, favorables aux planteurs, sur l'autorisation d'épandages, sont annulées par le tribunal administratif, obligeant le nouveau ministre de l'outre-mer, Victorin Lurel, à déclarer qu'« un bilan des dérogations à l'interdiction des épandages aériens sera établi »… comme le demandait l'Assaupamar.
En décembre 2012, un conflit se déclenche chez les marins pêcheurs, avec blocage du port de Fort-de-France. Ce conflit est la conséquence  des mesures d’interdiction partielle de pêches en raison de la contamination par le chlordécone. Les pêcheurs réclament une aide d’urgence. Trois chambres consulaires et trois organisations patronales demandent à l’intersyndicale « de privilégier le dialogue pour ne pas alourdir une situation économique déjà très difficile et de libérer les accès au terminal portuaire », sans être entendues. Deux premières réunions s'organisent avec Laurent Prévost. Et une nouvelle réunion, préparatoire à un accord, proposée Laurent Prévost est rejetée  par l’intersyndicale. Finalement, une ultime négociation, toujours animée par Laurent Prévost aboutit le 31 décembre 2012. Mais cette grève dégrade encore les résultats de l'exercice 2012 pour le port de Fort-de-France. Celui-ci change de statut début 2013, devenant un grand port maritime, avec un nouveau directoire dont le préfet fait partie. Ce changement de statut doit le préparer à jouer, dans les Caraïbes, un rôle de hub après l’ouverture fin 2014 du nouveau canal de Panama élargi. Cette grève des marins pêcheurs de fin décembre 2012, déclenchée par la crise de la chlordécone qui mine ce territoire depuis les années 1990 et 2000, met également en exergue un des problèmes non réglés dans le renouvellement nécessaire de la politique de développement de l'île.

### Préfet et Haut-commissaire de la République
Le 25 août 2014, il est nommé directeur général de la sécurité civile et de la gestion des crises (DGSCGC) à l’administration centrale du ministère de l’intérieur.
Le 13 mars 2017, il prend ses fonctions de préfet du Val-de-Marne à la suite de sa nomination le 17 février.
Le 10 juillet 2019, il est nommé Haut-commissaire de la République en Nouvelle-Calédonie.
Du 19 mai 2021 à 21 août 2023, il est préfet de l’Isère,. Il quitte cette fonction à sa demande et est remplacé par Louis Laugier,.
Depuis le 13 novembre 2023, il exerce comme inspecteur général de l'administration.

### Directeur de cabinet ministériel
Le 24 septembre 2024, il est nommé directeur du cabinet du ministre auprès du Premier ministre, chargé des outre-mer.

## Récompenses et distinctions

### Décorations
- Chevalier de la Légion d'honneur depuis le 11 juillet 2014[41].
- Chevalier de l'ordre national du Mérite depuis le 13 mai 2011[42].
- Chevalier de l'ordre des Palmes académiques[43]
- Médaille de la Défense nationale, échelon bronze[43]
- Médaille de la sécurité intérieure, or (2017)[44]
- Médaille de la jeunesse, des sports et de l'engagement associatif, bronze[43]
- Médaille d'honneur de l'administration pénitentiaire, bronze[43]